# Jardin botanique de Purwodadi
Le jardin botanique de Purwodadi (indonésien : Kebun Raya Purwodadi) est un jardin botanique indonésien situé dans le kabupaten de Pasuruan, Java oriental, entre Malang et Surabaya. Il est reconnu par le Botanic Gardens Conservation International.

## Histoire
Il fut fondé en 1941 comme une branche du jardin botanique de Bogor et dans un but de recherche. Ce ne fut qu'à partir de 1954 qu'il fut aussi jardin botanique, la classification d'Engler y étant appliquée à partir des années 1980.

## Caractéristiques
Situé à une altitude de 300 mètres, la moyenne de pluie annuelle est de 2366 mm.
Le jardin, d'une superficie de 85 hectares, comprend 448 mètres carrés de serres.
Il est ouvert au public, vend des graines et des plantes, comprend un herbarium et un arboretum
Il est aujourd'hui géré par l'Institut indonésien des sciences.

## Collections
On peut y trouver des Browneas, des Cassias, des Sennas (Senna siamea), des Saracas, des Pterocarpus indicus, des Acacia auriculiformis, des Peltophorum pterocarpum, des Parkia timoriana, des palmiers (dont celui endémique à l'Indonésie, des orchidées, des fougères, des Chrysopogons, de la sambong, du bambou et de la pomme-chien.

## Galerie

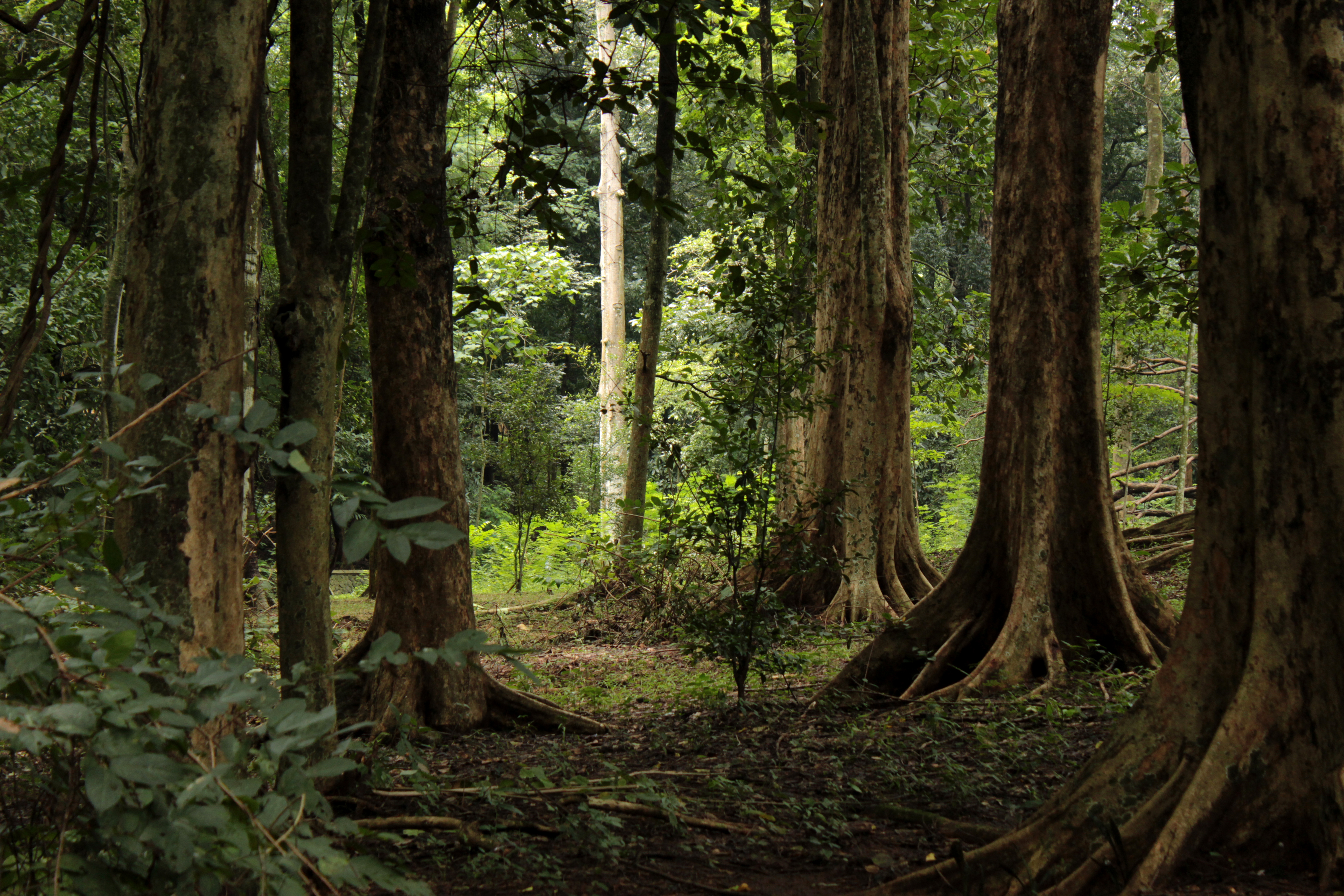
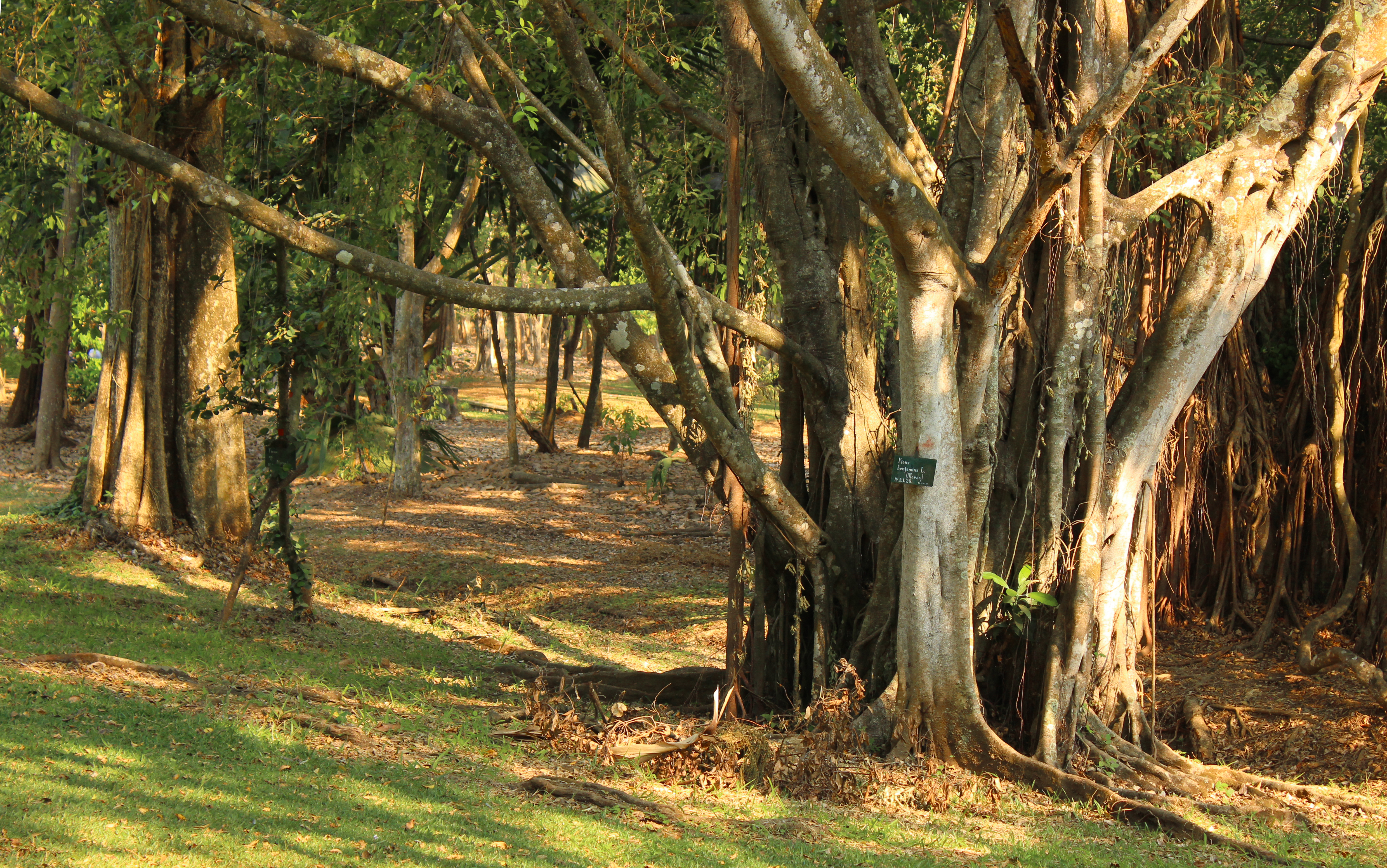
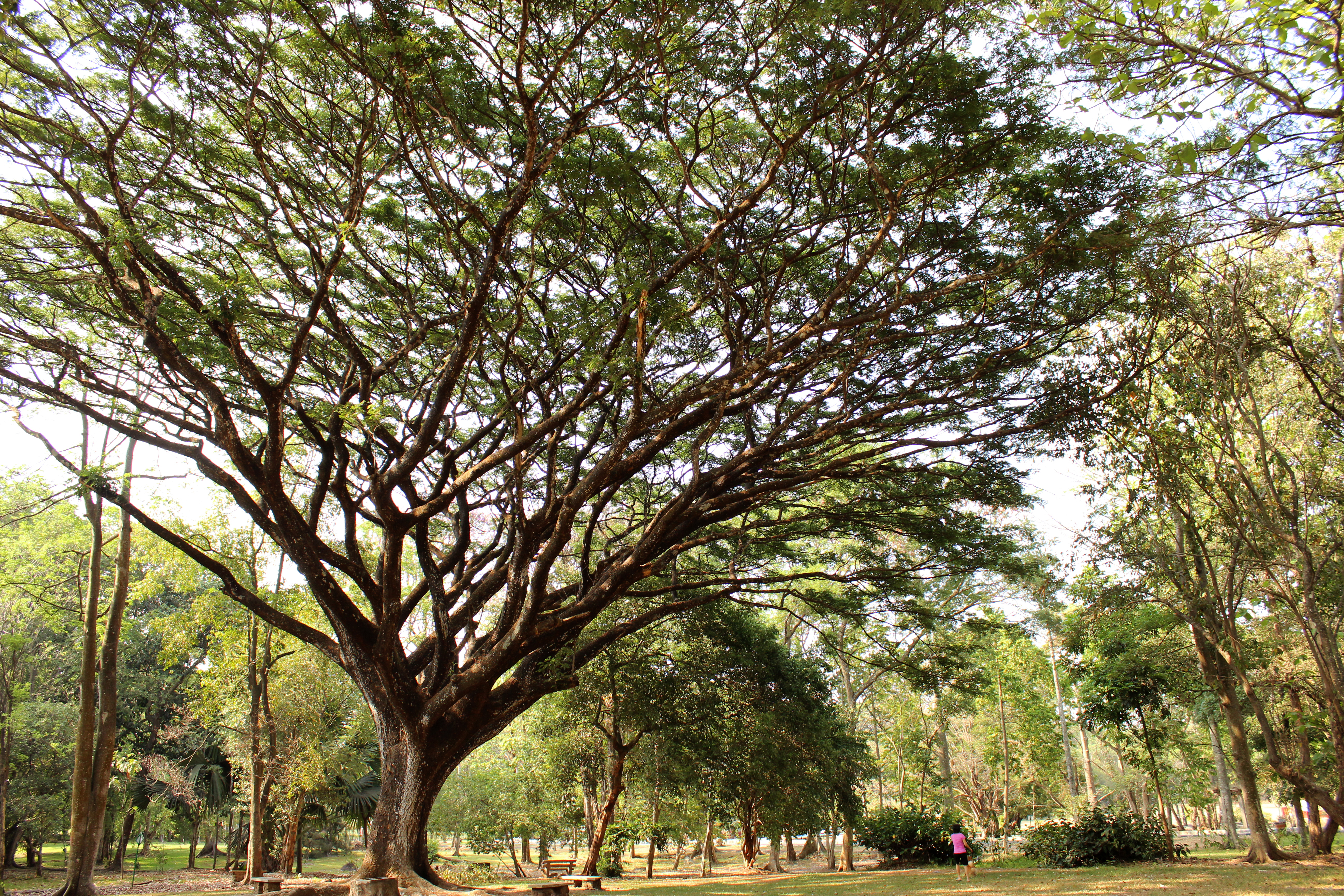